# Francesco Cetti (zoolog)

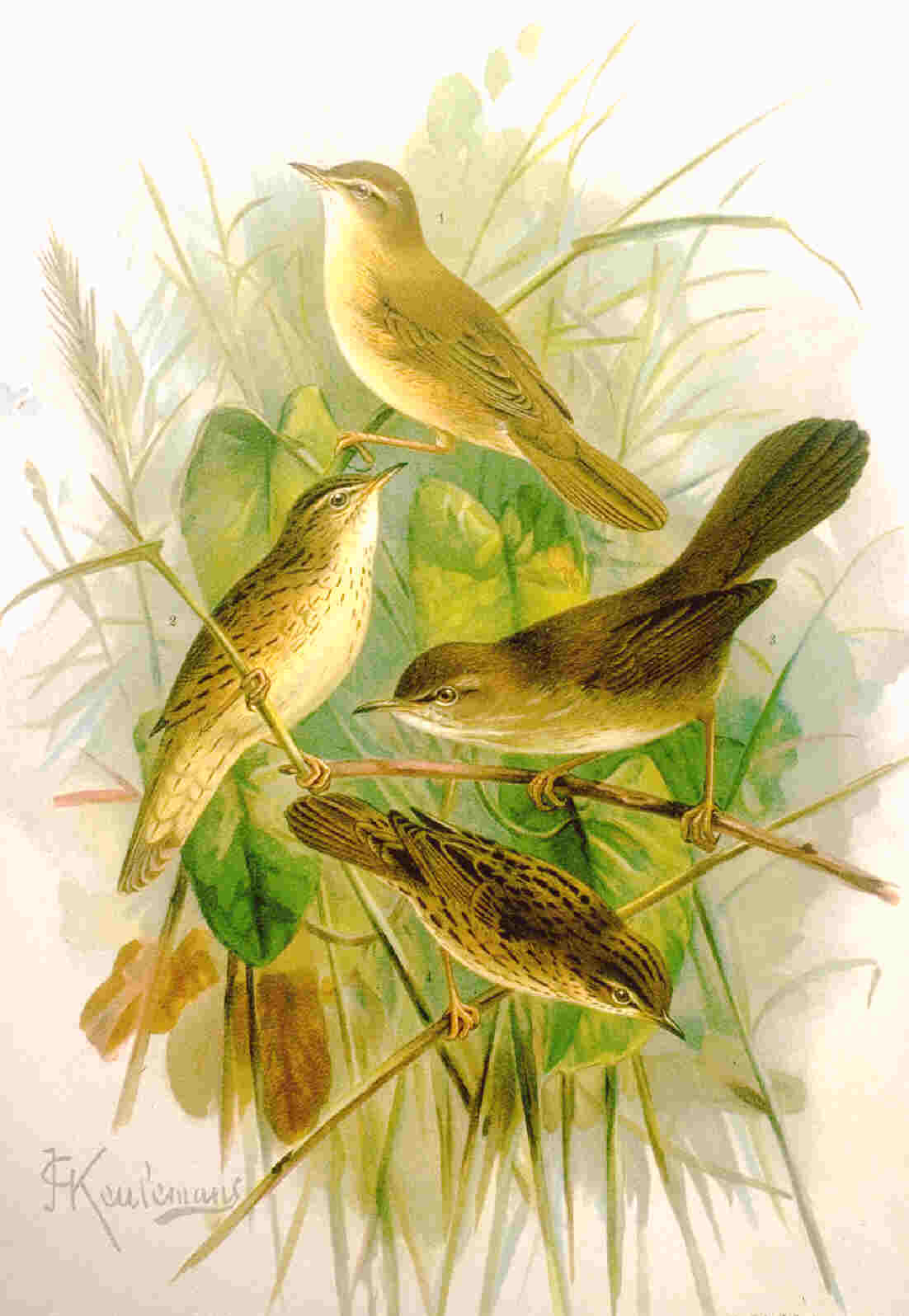
Cettisångare (Cettia cetti)

Francesco Cetti, född 9 augusti 1726 i Mannheim, död 20 november 1778 i Sassari, var en italiensk Jesuitpräst, zoolog och matematiker. Han är känd för sitt verk om Sardiniens fauna: Storia Naturale di Sardegna (Natural History of Sardinia) (1774-7).